# Зеппельт, Хайо
Ханс-Йоахи́м (Ха́йо) Зе́ппельт (нем. Hans-Joachim «Hajo» Seppelt; род. 1963, Западный Берлин) — немецкий журналист, специализирующийся на исследовании проблемы допинга.

## Биография
Родился в семье предпринимателя Альфреда Зеппельта (1929—2015), с 1984 по 2004 год возглавлявшего Берлинский шахматный союз. Пару семестров изучал спортивные дисциплины, публицистику и французский язык в Свободном университете Берлина, но не окончил его.
С 1997 года регулярно делает передачи для телеканала ARD на спортивно-политические темы. Вместе с бывшей канадской пловчихой Карин Хельмштедт снял документальный фильм «Тайный детский допинг от государства» («Staatsgeheimnis Kinderdoping») о жертвах допинга в бывшей ГДР. В 1999 году совместно с Хольгером Шуком написал книгу «Обвинение в допинге для детей: Наследие спорта ГДР» («Anklage Kinderdoping: Das Erbe des DDR-Sports»). В 2002 году на канале SFB вышел его фильм «Допинг: Опасная игра». В 2006 году занимался вопросами допинга в велоспорте.
С 2006 года по настоящее время работает с фильмами в жанре журналистского расследования как свободный журналист, внештатный корреспондент канала ARD.

## Роль в российском допинговом скандале
В декабре 2014 года на ARD вышел документальный фильм Зеппельта «Тайны о допинге: Как Россия делает своих победителей» («Geheimsache Doping: Wie Russland seine Sieger macht»), вызвавший эффект разорвавшейся бомбы. В нём, в частности, фигурировала российская бегунья Юлия Степанова, заявившая о тотальном использовании допинга в российской лёгкой атлетике.
Против Зеппельта ВФЛА в 2015 году был подан иск в Басманный суд г. Москвы. Иск был удовлетворён, но Зеппельт никак не отреагировал на решение суда.
В 2016 году на экраны вышел очередной фильм из серии «Тайны о допинге: Российские отвлекающие манёвры» («Geheimsache Doping: Russlands Täuschungsmanöver»).
В июне 2016 года журналистка программы «Вести» телеканала «Россия-1» Ольга Скабеева отправилась в Кёльн для получения от Зеппельта объяснений и «доказательств». «Интервью» закончилось скандалом: Зеппельт попросил съемочную группу ВГТРК покинуть его номер, Ольга с группой не стали уходить, после чего Зеппельт и вызвал полицию, назвав произошедшее «провокацией», причём российские СМИ подчёркивали, что он не вернул поролоновый наконечник с брендированного микрофона Скабеевой и допускал «рукоприкладство» со своей стороны.
Позже он подчеркнул, что у него нет предвзятости именно к России, указав, что он занимался этим в Кении, Ямайке, Германии, Великобритании, Испании, Китае, по всему миру. «Совершенная бессмыслица — думать, что я интересуюсь одной Россией», — заявил немецкий журналист в другом интервью.
В мае 2018 года Российский МИД аннулировал визу, выданную Зеппельту для работы в качестве журналиста на Чемпионате мира по футболу, в связи с тем, что он находится в списке нежелательных лиц для въезда на территорию России. После переговоров между МИД РФ и ФРГ было решено допустить в качестве исключения Зеппельта к освещению чемпионата мира. Одновременно Следственный комитет России предупредил, что хочет допросить немецкого журналиста по делу в отношении бывшего исполняющего обязанности главы российского «Антидопингового центра» Григория Родченкова. 13 июня, за день до открытия Чемпионата мира по футболу, стало известно, что Зеппельт не поедет в Россию «из соображений безопасности».

## Награды
- Орден «За заслуги перед Федеративной Республикой Германия» (7 июня 2018) — за расследования о допинге[19]
- Премия «Профессия — журналист» фонда «Открытая Россия» в номинации «Публикация о России в зарубежном СМИ» — совместно с Флорианом Ризевиком и Феликсом Бекером за статью «Geheimsache Doping — Showdown für Russland» (2016)[20].

## Фильмы и репортажи
- Die Jahrtausendspiele: Berlins Hürdenlauf nach Olympia 1992
- mit Karin Helmstaedt: Staatsgeheimnis Kinderdoping. 1997
- Gedopt: Wie eine Frau zum Mann wurde. 2001
- Doping: Ein gefährliches Spiel. 2002
- Vom Einheitssport zur Vereinigung. 2005
- mit Jo Goll: Mission: Sauberer Sport. 2007
- mit Jo Goll: Olympia im Reich der Mittel: Doping in China. 2008
- mit Robert Kempe: Geheimsache Doping. 2009
- mit Robert Kempe und Jochen Leufgens: Radsport: Die schwerste Etappe 2010
- mit Robert Kempe und Jochen Leufgens: Geheimsache Doping: Eiskalter Betrug. 2010
- mit Robert Kempe: Sport in Nordkorea: Einblicke in eine unbekannte Welt. 2011
- mit Robert Kempe: Kein Wunder: Kenya bangt um den Läufer-Mythos. 2012
- mit Robert Kempe: Thomas Bach: Der neue Herr der Ringe? 2013
- Geheimsache Doping: Wie Russland seine Sieger macht. 2014
- Geheimsache Doping. Im Schattenreich der Leichtathletik 2015
- Geheimsache Doping: Russlands Täuschungsmanöver. 2016
- Geheimsache Doping: Showdown für Russland 2016
- Geheimsache Doping: Die Schutzgeld-Erpresser 2016
- Heuchelei und Lügen 2017
- Geheimsache Doping: Brasiliens schmutziges Spiel 2017
- Geheimsache Doping: Der Lauf ums große Geld 2017